# Polystira bayeri
Polystira bayeri é uma espécie de gastrópode do gênero Polystira, pertencente a família Turridae.